# Палмолив-билдинг
Палмолив-билдинг (англ. Palmolive Building; ранее Плейбой-билдинг (англ. Playboy Building) — 37-этажное здание высотой 170 м в стиле ар-деко, расположенное в Чикаго (штат Иллинойс, США) по адресу Мичиган-авеню, дом № 919. Здание внесено в список памятников архитектуры Чикаго (2000) и включено в Национальный реестр исторических мест США (2003).

## История
Здание было построено старейшей архитектурно-строительной компанией Чикаго Holabird & Root в 1929 году. Долгое время в нём располагался один из офисов компании Colgate-Palmolive-Peet. В 1965 году право долгосрочной аренды приобрела компания Playboy Enterprises. Она разместила здесь редакцию журнала Playboy, переименовала «Палмолив-билдинг» в «Плейбой-билдинг» и установила на крыше свою рекламу: светящиеся буквы P-L-A-Y-B-O-Y высотой 2,7 м.
В 1980 году Playboy Enterprises продала право аренды, одновременно подписав арендный договор сроком на 10 лет. К концу этого срока, в 1989 году, компания перевела свои офисы в здание № 680 по улице North Lake Shore Drive. Новый арендатор «Плейбой-билдинга» переименовал здание в 919 North Michigan Avenue.
В 2000 году здание было объявлено памятником архитектуры Чикаго, в 2003 году было внесено в Национальный реестр исторических мест США.
В 2001 году здание было продано застройщикам Дрейперу и Крамеру, которые совместно с Booth Hansen Architects сменили административную функцию здания на жилую: первые два этажа были отведены под офисные и торговые помещения, на всех остальных этажах были обустроены апартаменты. Новые владельцы вернули зданию историческое название «Палмолив-билдинг». Юридическим адресом здания остаётся 919 North Michigan Avenue, однако почтовым адресом жильцов является 159 East Walton Place. 
Трёхэтажный пентхаус площадью 12 тысяч кв. футов (1114 кв. м), занимающий 35-й, 36-й и 37-й этажи, приобрёл за 12 млн долларов актёр Винс Вон. В 2013 году он выставил эту недвижимость на продажу уже за 24,9 млн — однако, после нескольких снижений цены, в мае 2016 года разделил пентхаус на две части, предложив потенциальным покупателям одну квартиру за 8,5 млн долларов, а другую, меньшую по размеру, — за 4,2 млн долларов.

## Маяк Линдберга

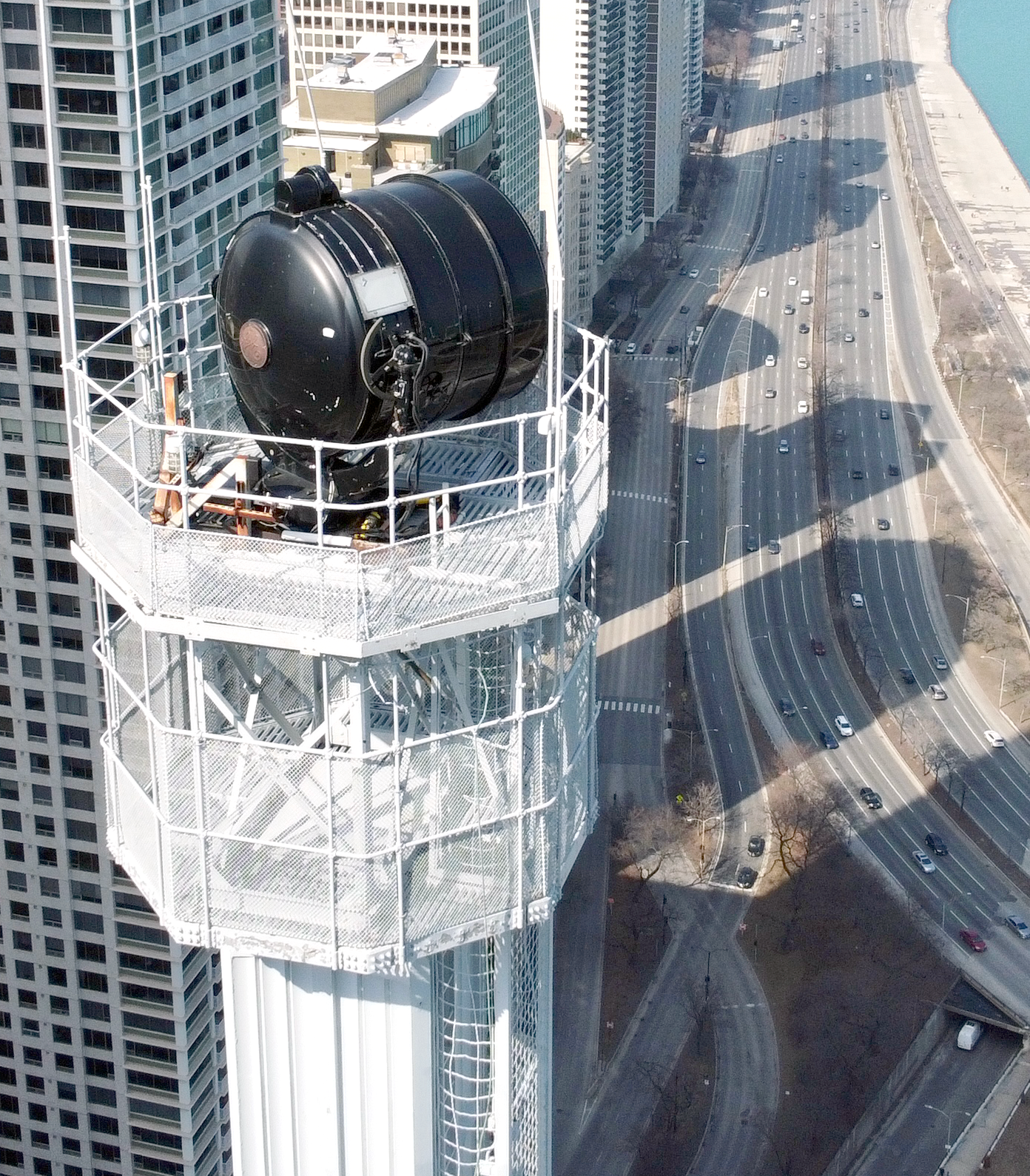
Маяк Линдберга на крыше здания

В 1930 году на крыше здания был установлен маяк, названный в честь авиатора Чарльза Линдберга. Он вращался на 360 градусов и предназначался для безопасной навигации самолётов, направляющихся в аэропорт Мидуэй. В 1981 году маяк был отключён из-за жалоб жильцов близлежащих зданий. В конце 2000-х годов он был модифицирован таким образом, чтобы свет был всегда направлен в сторону набережной и не попадал на другие здания, после чего возобновил свою работу.